# 제너 마리-허프
제너 마리-허프(Jana Marie Hupp, 1964년 4월 2일 ~ )는 미국의 배우, 텔레비전 배우, 영화배우이다.
스포캔에서 태어났다.

## 영화
- 에드 (2000년)
- FBI 기동 타격대 9 - 스모크 점퍼 (1996년)
- 인디펜던스 데이 (1996년)
- 바톤 핑크 (1991년)
- 스플래쉬 2 (1988년)
- 스타 트렉 - 넥스트 제너레이션 TV 시리즈 (1987년)
- 청춘의 승부 (1985년)
- 낫츠 랜딩 (1979년)